# Bemarchios
Bemarchios (altgriechisch Βημάρχιος Bēmárchios; † um 345) war ein spätantiker Rhetor und Geschichtsschreiber.
Der wohl aus Kappadokien stammende Rhetor Bemarchios zählte zu den führenden Köpfen der intellektuellen Szene Konstantinopels. Er war ein Rivale des Libanios, dessen Ermordung er angeblich geplant hatte. 341 war er in einen Streit mit ihm verwickelt, aus dem er schließlich als Verlierer hervorging. Obwohl Bemarchios selbst Heide war, unterstützte er die Politik Kaiser Constantius’ II., der teils hart gegen die Anhänger des alten Glaubens vorging.
Bemarchios verfasste unter anderem eine heute verlorene Geschichte über Kaiser Konstantin in zehn Büchern sowie mehrere Reden. Zwar haben sich keine Schriften des Bemarchios erhalten, allerdings liegen Nachrichten über eine anlässlich der Weihe der großen Kirche in Antiochia gehaltenen Rede vor.
Bezeugt ist Bemarchios bei Libanios und in der Suda.

## Ausgaben
- Felix Jacoby: Die Fragmente der griechischen Historiker, Nr. 220